# Даншань
Данша́нь (кит. упр. 砀山, пиньинь Dàngshān) — уезд городского округа Сучжоу провинции Аньхой (КНР). 

## История
Уезд был создан ещё во времена империи Хань. Во времена империи Цзинь он был присоединён к уезду Сяи (夏邑县), при империи Суй в 598 году образован вновь.
Во времена империи Мин уезд был включён в состав области Сюйчжоу (徐州). Во времена империи Цин область Сюйчжоу была в 1733 году поднята в статусе, и стала Сюйчжоуской управой (徐州府) провинции Цзянсу. После Синьхайской революции в Китае была проведена реформа структуры административного деления, и в 1912 году области с управами были упразднены.
Во время гражданской войны эти земли после поражения гоминьдановских войск в Хуайхайском сражении перешли в 1949 году под контроль коммунистов. 25 марта 1949 года был образован Специальный район Сусянь (宿县专区) и уезд вошёл в его состав. В 1953 году уезд был передан в провинцию Цзянсу, где вошёл в состав Специального района Сюйчжоу (徐州专区). В 1955 году уезд вернулся в состав Специального района Сусянь провинции Аньхой.
В 1956 году Специальный район Сусянь был расформирован, а входившие в его состав уезды были переданы в Специальный район Бэнбу (蚌埠专区). В 1959 году уезды Сяосянь и Даншань были объединены в уезд Сяодан (萧砀县). В апреле 1961 года Специальный район Сусянь был воссоздан, а Специальный район Бэнбу — упразднён. В декабре 1961 года уезд Сяодан был вновь разделён на уезды Сяосянь и Даншань. В 1970 году Специальный район Сусянь был переименован в Округ Сусянь (宿县地区). В 1998 году округ Сусянь был преобразован в городской округ Сучжоу.

## Административное деление
Уезд делится на 13 посёлков.

## Экономика

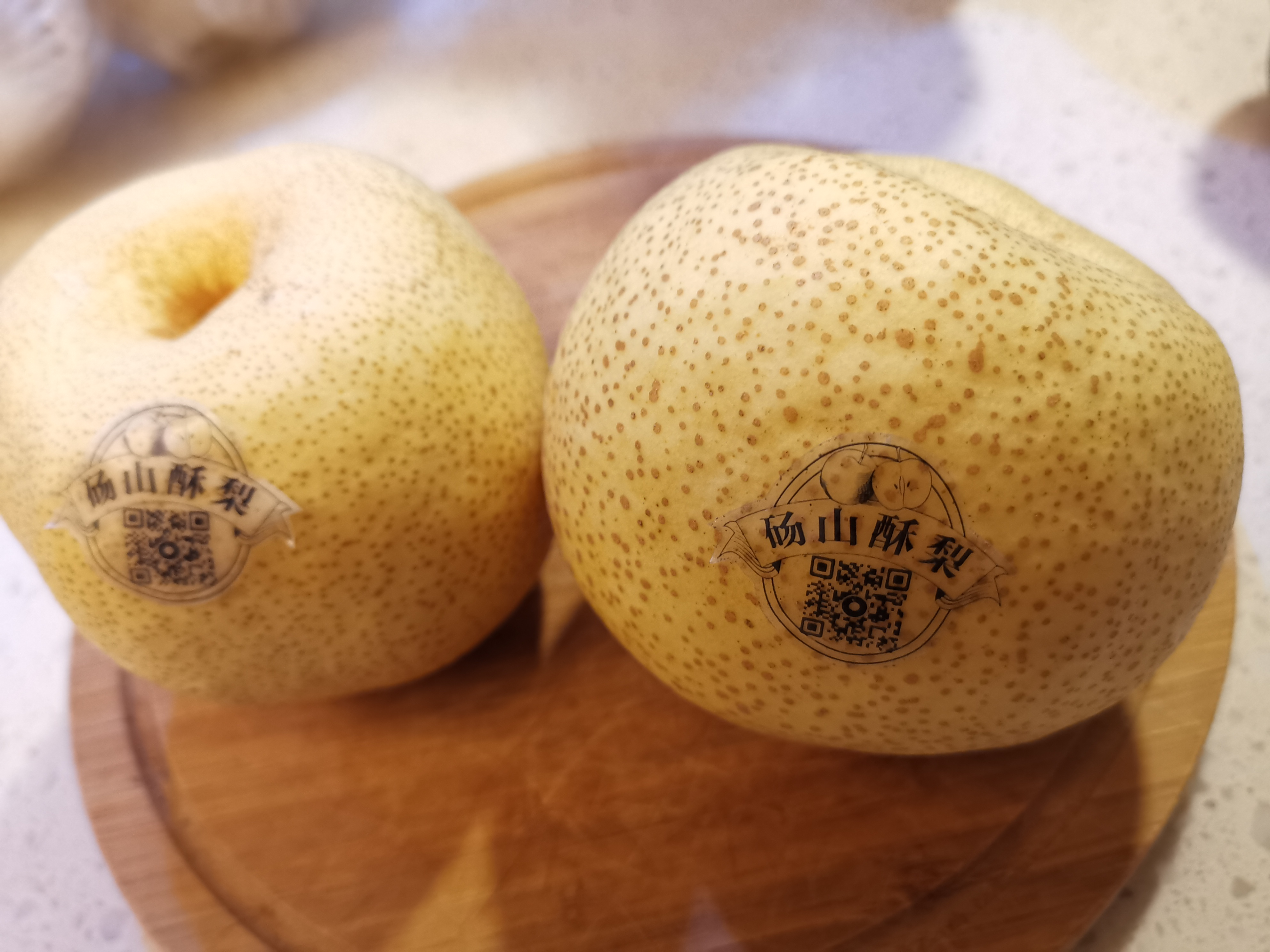
Даншаньские груши

Уезд является крупным центром выращивания груш. В 2022 году объем производства груши в Даншане оценивался в 910 тыс. тонн, а стоимость продукции всей производственной цепочки составляла 11,035 млрд юаней (1,51 млрд долл. США). По состоянию на 2023 год здесь насчитывалось свыше 60 тыс. грушевых деревьев возрастом более 100 лет и 6600 грушевых деревьев возрастом свыше 300 лет; общая площадь выращивания груши составляла 26,67 тыс. га. Популяризации зелёного туризма служит ежегодный фестиваль цветения груши.

## Транспорт
Южная железнодорожная станция Даншаня (Dangshan South railway station, 砀山南站) открылась в сентябре 2016 года и обслуживает скоростную железную дорогу Чжэнчжоу — Сюйчжоу.